# Corme-Écluse
Corme-Écluse é uma comuna francesa na região administrativa da Nova Aquitânia, no departamento de Charente-Maritime. Estende-se por uma área de 17,49 km². Em 2010 a comuna tinha 1 141 habitantes (densidade: 65,2 hab./km²).